# Regeringsformatie België 1995
Na de verkiezingen voor het federale parlement in België op 21 mei 1995 ging de formatie van een nieuwe federale regering van start. De regeringspartijen van Dehaene I (CVP, PSC, SP en PS) hielden stand en vormden na 33 dagen regering-Dehaene II.

## Formateur Jean-Luc Dehaene (28 mei - 23 juni)

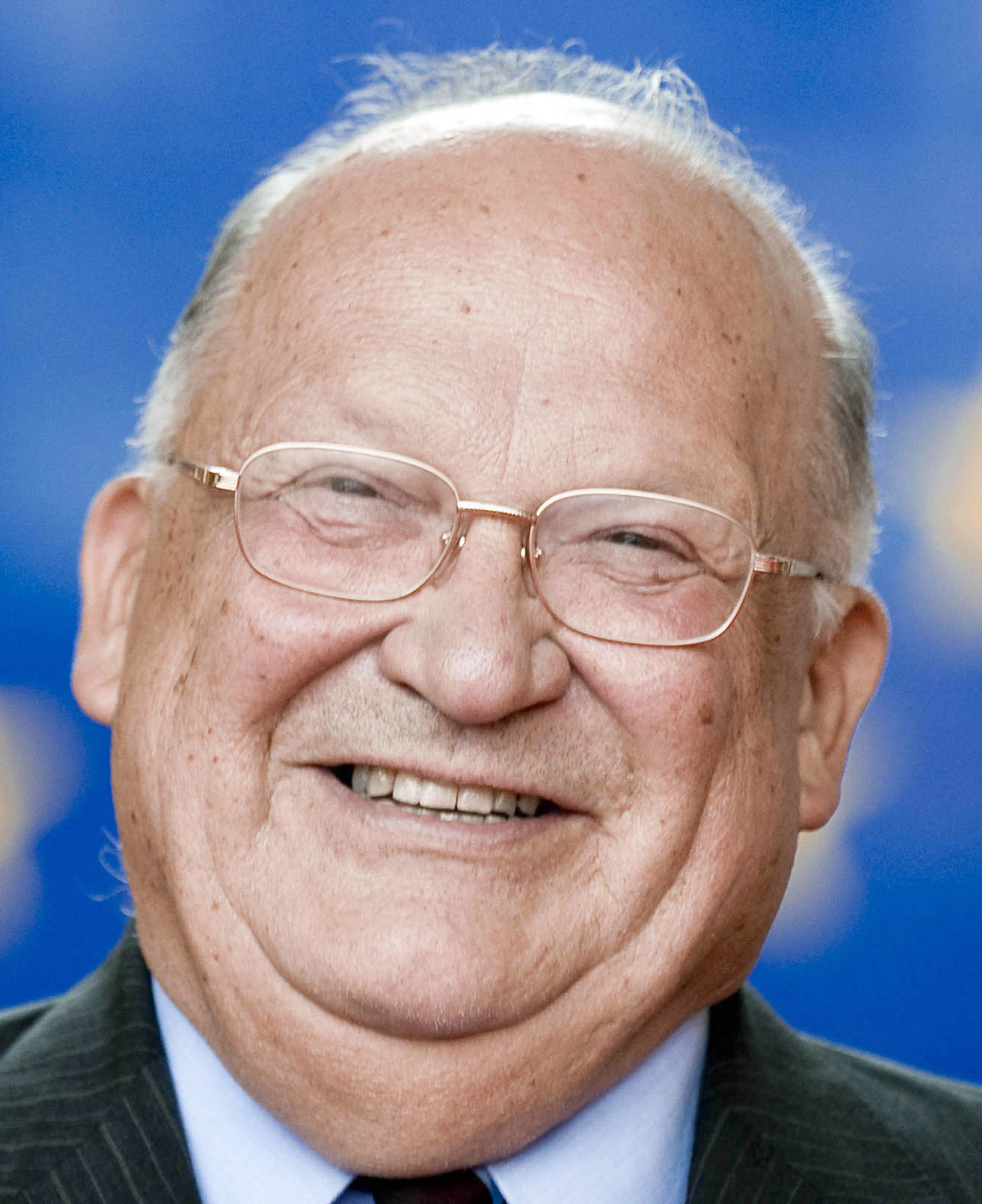
Formateur Jean-Luc Dehaene

Na de raadplegingen van de koning met verschillende partijkopstukken, werd Jean-Luc Dehaene (CVP) door de koning op 28 mei benoemd tot formateur. Op 29 mei praatte hij met Louis Tobback (SP) en Johan Van Hecke (CVP). De socialisten lieten weten dat ze de formatiegesprekken met vertrouwen tegemoet zien. De VLD liet echter weten dat de christendemocraten met hen zouden moeten onderhandelen. CVP liet weten in eerste instantie te praten met de socialisten, maar de liberalen zouden niet meteen worden uitgesloten. Op 29 mei zag hij de voorzitters van de PRL, VLD, SP, PS, PSC en CVP. Op 30 mei zaten de vier voorzitters van roomsrood samen met Dehaene en liet hij blijken dat ze zouden werken aan de hand van een lijst met zes uitdagingen. Op 31 mei werden de vier partijen het eens dat ze duidelijke afspraken gingen maken met gewesten en gemeenschappen over de sanering van de overheidsfinanciën. Ook zag hij op 31 mei sociale partners en mensen van het middenveld. Op 6 juni zaten de onderhandelaars van de vier partijen een eerste keer samen op Hertoginnedal om de nota van Dehaene te bespreken. Op 7 juni werd de hele dag onderhandeld over de versterking van het economisch draagvlak Het ACV liet op 13 juni weten dat de nota van formateur Dehaene te weinig garanties biedt voor tewerkstelling. De aanpak was "te liberaal". ACV en ABVV zouden normaal een gemeenschappelijk memorandum voorstellen op een persconferentie omtrent de nota, maar die werd op 13 juni afgelast. Er zouden afzonderlijke persconferenties komen. Op 15 juni werd duidelijk dat de nationale werkgeversorganisatie VBO de nota ontoereikend vond. Ook de CVP-jongeren waren niet tevreden. Op 16 juni kwam er dan toch een gemeenschappelijk memorandum van ACV en ABVV. Op 18 juni kwam men te weten dat de nieuwe regering normen zou opstellen om de groei van de uitgaven in de sociale zekerheid te beheersen. Hier kwam al snel protest op, vooral vanuit Wallonië. Ook werd die dag een regeerakkoord bereikt.
Ondanks het bereikte regeerakkoord, was er toch enige commotie. Frank Vandenbroucke (SP) trok zich immers enkele dagen voor het bereiken van het akkoord terug als kandidaat voor een federale ministerpost wegens de Agusta-affaire. Op 19 juni kwam het aftredende kernkabinet samen om de puzzel van de ministerposten te leggen. Op 22 juni werd het akkoord goedgekeurd op de congressen van de vier partijen. Op 23 juni legde regering-Dehaene II de eed af.